# Lokalradio
Lokalradio är en offentlig, ideell eller kommersiell radiostation som sänds inom ett begränsat område. Det handlar då oftast om en region, till exempel ett län eller en stad.